# 丸山健二
丸山 健二（まるやま けんじ、1943年12月23日 - ）は、日本の小説家。
高校を卒業後、通信士として商社に勤務。傍ら創作をはじめ、生と死の主題を冷静な筆致で描いた『夏の流れ』(1966年)で芥川賞受賞。『正午なり』(1968年)、『朝日のあたる家』(1970年)などで帰郷と定着の問題を扱い、一層の社会性を加える。

## 経歴
国語教師の息子として長野県飯山市で生まれ、父の転勤に伴い各地を転々とし、大町市に育ち、長野市篠ノ井で中学校を卒業。1964年、国立仙台電波高等学校（現在の仙台高等専門学校広瀬キャンパス）を卒業後、1967年まで株式会社江商東京支社総務部通信課にテレックス・オペレーターとして勤務。影響を受けた作品はハーマン・メルヴィル『白鯨』。
1966年、「夏の流れ」が第23回文学界新人賞受賞。翌年、同作が第56回芥川賞受賞。23歳での受賞は綿矢りさが19歳で更新するまで、40年近くにわたって最年少記録であり、男性受賞者としては現在も最年少である。
1968年、長野県安曇野へ移住。
1973年に「雨のドラゴン」が第9回谷崎潤一郎賞候補作、1976年に「火山の歌」が第12回谷崎潤一郎賞候補作、1987年に「月に泣く」が第14回川端康成文学賞候補作となるが、いずれも授賞を辞退する。
文壇政治に汲々とする東京の大手出版社の編集者との関係を絶ち、孤高の立場を保っている。
2013年、「丸山健二文学賞」を創設。
2015年、「丸山健二塾」を開講。
2019年、自身の出版社「いぬわし書房」を設立し、2021年に『ブラック・ハイビスカス』(全4巻 2400ページ 価格10万円 限定50セット 税抜）を発売。
2023年、同社より最後の長編小説『風死す』（全4巻 価格88,000円）を発売。

## 著書

### 小説
※＝短編集・中短篇集・中篇集
- 『夏の流れ』文藝春秋 1967  のち「正午なり」と併せて講談社文庫 ※
- 『正午（まひる）なり』文藝春秋 1968 ※
- 『明日への楽園』新潮社 1969 のち角川文庫 ※
- 『穴と海』文藝春秋 1969 のち角川文庫
- 『朝日のあたる家』講談社 1970  求龍堂より復刊
- 『黒暗淵の輝き』新潮社 1971
- 『三角の山』文藝春秋 1972 求龍堂より復刊 ※
- 『黒い海への訪問者』新潮社 1972
- 『薔薇のざわめき』河出書房新社 1972 のち角川文庫 ※
- 『丸山健二集(新鋭作家叢書)』河出書房新社 1972
- 『雨のドラゴン』河出書房新社 1973 のち角川文庫
- 『アフリカの光』河出書房新社 1974 のち角川文庫 ※
- 『赤い眼』文藝春秋 1974  求龍堂より復刊
- 『火山の歌』新潮社 1976
- 『サテンの夜』角川書店 1977 求龍堂より復刊 ※
- 『シェパードの九月』文藝春秋 1977 のち文庫 ※
- 『水に映す 12の短篇小説』文藝春秋 1978 ※
- 『砂のジープ』角川書店 1978 ※
- 『アラフラ海 6つの中・短篇小説』文藝春秋 1979 ※
- 『イヌワシのように』集英社 1981 ※
- 『火山流転』角川書店 1981 ※
- 『さらば、山のカモメよ』集英社 1981
- 『ときめきに死す』文藝春秋 1982 のち文庫、求龍堂より復刊
- 『台風見物』講談社 1983 ※
- 『雷神、翔ぶ』文藝春秋 1984 のち文庫
- 『踊る銀河の夜』文藝春秋 1985 ※
- 『月に泣く』文藝春秋 1986 ※
- 『惑星の泉』文藝春秋 1987 求龍堂より復刊
- 『さすらう雨のかかし』文藝春秋 1988
- 『水の家族』文藝春秋 1989 求龍堂より復刊
- 『丸山健二自選短篇集』文藝春秋 1989
- 『野に降る星』文藝春秋 1990
- 『丸山健二自選中篇集』文藝春秋 1991
- 『千日の瑠璃』文藝春秋 1992 のち文庫 求龍堂より復刊
- 『見よ 月が後を追う』文藝春秋 1993
- 『丸山健二全短編集成』全5巻 文藝春秋 1994
  - 第1巻 その日は船で
  - 第2巻 血と水の匂い
  - 第3巻 青色の深い帽子
  - 第4巻 追憶の火山
  - 第5巻 月と花火
- 『白と黒の十三話』文藝春秋 1994 ※
- 『争いの樹の下で』新潮社 1996 のち文庫
- 『ぶっぽうそうの夜』新潮社 1997 のち文庫
- 『いつか海の底に』文藝春秋 1998
- 『虹よ、冒涜の虹よ』新潮社 1999 のち文庫
- 『逃げ歌』講談社 2000
- 『るりはこべ』講談社 2001
- 『月は静かに』新潮社 2002
- 『銀の兜の夜』新潮社 2003
- 『鉛のバラ』新潮社 2004 (表紙写真は高倉健であり、主人公も高倉をモデルとしている)
- 『貝の帆』新潮社 2005
- 『夏の流れ―丸山健二初期作品集』講談社文芸文庫 2005
  - 「夏の流れ」「その日は船で」「雁風呂」「血と水の匂い」「夜は真夜中」「稲妻の鳥」「チャボと湖」収録。
- 『荒野の庭―言葉、写真、作庭』求龍堂 2005 写真
- 『花々の指紋―言葉、写真、作庭』求龍堂 2005 写真
- 『落雷の旅路』文藝春秋 2006 ※
- 『小説家の庭』朝日新聞社 2006 写真
- 『日と月と刀』文藝春秋 2008
- 『生きる命』ポプラ社 2008 写真・前川貴行
- 『百と八つの流れ星』岩波書店、2009
- 『草情花伝―草に情けあり、花がそれを伝えん』駿河台出版社 2010
- 『猿の詩集』文藝春秋、2010
- 『眠れ、悪しき子よ』文藝春秋、2011
- 『深海魚雨太郎の呼び声』文藝春秋、2012
- 『白鯨物語』ハーマン・メルヴィル原作 眞人堂 2013
- 『我、涙してうずくまり』岩波書店、2013
- 『風を見たかい？』求龍堂、2013 ※
- 『白鯨物語』眞人堂、2014
- 『トリカブトの花が咲く頃』河出書房新社、2014
- 『夢の夜から口笛の朝まで』左右社、2015
- 『我ら亡きあとに津波よ来たれ』左右社 2016
- 『われは何処に』求龍堂 2017
- 『掌編小説集　人の世界』田畑書店 2019 ※
- 『新編 夏の流れ／河』田畑書店、2020 ※
- 『ラウンド・ミッドナイト　風の言葉』田畑書店、2020
- 『ブラック・ハイビスカス』いぬわし書房、2021
- 『風死す』いぬわし書房、2023

### エッセイ
- 『走者の独白』角川書店 1975
- 『イヌワシ讃歌』文藝春秋 1977 のち文庫
- 『私だけの安曇野』朝日新聞社 1978
- 『風の、徒労の使者』集英社 1978（写真・景山正夫）
- 『群居せず』文藝春秋 1980 のち文庫
- 『メッセージ 告白的青春論』角川書店 1980  のち文庫
- 『爆走オデッセイ 1980サファリ・ラリー』角川書店 1980
- 『君の血は騒いでいるか 告白的肉体論』集英社 1981
- 『ミッドナイト・サン 新北欧紀行』小学館〈写楽books〉1981
- 『夜、でっかい犬が笑う』文藝春秋 1984 のち文庫
- 『流れて、撃つ 大西部、魂の旅』集英社 1984
- 『アルプス便り』文藝春秋 1985
- 『安曇野の強い風』文藝春秋 1986
- 『されど孤にあらず』文藝春秋 1991
- 『丸山健二エッセイ集成』全4巻 文藝春秋 1992- 93
  - 第1巻 安曇野
  - 第2巻 日々の愉楽
  - 第3巻 世界爆走
  - 第4巻 小説家の覚悟
- 『まだ見ぬ書き手へ』朝日新聞社 1994 のち文庫
- 『生者へ』新潮社 2000
- 『安曇野の白い庭』新潮社 2000  のち文庫
- 『夕庭』朝日新聞社 2002  （写真・萩原正美）
- 『ひもとく花』新潮社 2003
- 『生きるなんて』朝日新聞社 2005 のち文庫
- 『田舎暮らしに殺されない法』朝日新聞出版 2008 のち文庫
- 『新・作庭記』文藝春秋、2009
- 『あなたの若さを殺す敵』朝日新聞出版 2010
- 『さもなければ夕焼けがこんなに美しいはずはない』求龍堂 2011
- 『首輪をはずすとき』駿河台出版社 2011
- 『怒れ、ニッポン!』眞人堂 2011
- 『人生なんてくそくらえ』朝日新聞出版 2012
- 『ブナの実はそれでも虹を夢見る』求龍堂 2012
- 『生きることは闘うことだ』朝日新書、2017年
- 『言の葉便り　花便り　北アルプス山麓から』田畑書店、2024

## 映画化作品
- 『正午なり』1978年 監督：後藤幸一
- 『アフリカの光』1975年 監督：神代辰巳
- 『ときめきに死す』1984年 監督：森田芳光